# Pierre Rosanvallon
Pierre Rosanvallon (Blois, 1º gennaio 1948) è uno storico francese, titolare della cattedra di Storia politica moderna e contemporanea al Collège de France dal 2001.
I suoi temi di ricerca sono la democrazia, la disuguaglianza e la rappresentanza politica. La sua tesi principale è che, nelle società occidentali contemporanee, le fratture sociali sono diventate così poco chiare che gli attuali modelli di rappresentanza politica non sono in grado di rispecchiarle. Pur non negando che il mondo contemporaneo sia segnato da profonde disuguaglianze, ritiene che queste non strutturino più il conflitto sociale.
Pierre Rosanvallon è stato il creatore, nel 2002, di La République des Idées, un gruppo intellettuale conservatore che diffonde le sue idee attraverso la pubblicazione di articoli e libri.
Si è laureato all'HEC Paris, all'Università di Parigi-Dauphine e all'EHESS.

## Opere
- Hiérarchie des salaires et lutte des classes, Paris, Le Cerf, 1972[4].
- L’Âge de l’autogestion, Paris, Le Seuil, coll. Points politique, 1976, 246 p.
- Pour une nouvelle culture politique (con Patrick Viveret), Paris, Le Seuil, coll. Intervention, 1977.
- Le Capitalisme utopique : Histoire de l'idée de marché, Paris, Le Seuil, coll. Sociologie politique, 1979 ; coll. Points Politique; 134, 1989 (col titolo Le Libéralisme économique) ; nuova edizione col primo titolo, Coll. Points Essais; 385, 1999.
- La Crise de l’État-providence, Paris, Le Seuil, 1981 ; Coll. Points Politique, 1984 ; Points Essais; 243, 1992. Edizione italiana: Lo stato provvidenza: tra liberismo e socialismo, Roma, Armando, 1984; II edizione, Introduzione di Sergio Ricossa, Roma, Armando, 1994, Collezione Temi del nostro tempo, ISBN 88-7144-412-4.
- Misère de l’économie, Paris, Le Seuil, 1983.
- Le Moment Guizot, Paris, Gallimard, Bibliothèque des sciences humaines, 1985.[5].
- La Question syndicale : Histoire et avenir d'une forme sociale, Paris, Calmann-Lévy, coll. Liberté de l'esprit, 1988 ; Nuova edizione, coll. Pluriel, 1990 et 1998.
- L’État en France de 1789 à nos jours, Paris, Le Seuil, L'Univers historique, 1990 ; coll. Points Histoire, 1993 et 1998.
- Le Sacre du citoyen : Histoire du suffrage universel en France, Paris, Gallimard, Coll. Bibliothèque des histoires, 1992.
- La Monarchie impossible : Histoire des Chartes de 1814 et 1830, Paris, Fayard, Histoire des constitutions de la France, 1994.
- Le Nouvel Âge des inégalités (avec Jean-Paul Fitoussi), Paris, Le Seuil, 1996 ; Coll. Points Essais; 376, 1998.
- La Nouvelle Question sociale : Repenser l’État-providence, Paris, Le Seuil, 1995. Coll. Points essais, 1998 (2 edizione), ISBN 2-02-022030-X. Edizione italiana: La nuova questione sociale: ripensare lo stato assistenziale, traduzione di Mario Baccianini, Prefazione di Ugo Ascoli, Roma, Lavoro, 1997, Collezione Studi e ricerche; 99.
- Le Peuple introuvable : Histoire de la représentation démocratique en France, Paris, Gallimard, Coll. Bibliothèque des histoires, 1998 ; Folio Histoire, 2002.
- La Démocratie inachevée : Histoire de la souveraineté du peuple en France, Paris, Gallimard, Bibliothèque des histoires, 2000.
- Pour une histoire conceptuelle du politique, Paris, Le Seuil, 2003
- Le Modèle politique français : La Société civile contre le jacobinisme de 1789 à nos jours, Paris, Le Seuil, 2004 ; Coll. Points-Histoire; 354, 2006.
- La Contre-démocratie : La Politique à l'âge de la défiance, Paris, Le Seuil, 2006 ; Coll. Points-Essais; 598, 2008, ISBN 978-2-02-088443-3. Edizione italiana: Controdemocrazia : la politica nell'era della sfiducia, traduzione di Alessandro Bresolin, Roma, Castelvecchi, 2012, ISBN 978-88-7615-759-2.
- La Légitimité démocratique : Impartialité, réflexivité, proximité, Paris, Le Seuil, 2008 ; Points Essais, ISBN 978-2-7578-1788-9.
- La Société des égaux, Paris, Le Seuil, 2011. Edizione italiana: La società dell'uguaglianza, traduzione di Alessandro Bresolin, Prefazione di Corrado Ocone, Roma, Castelvecchi, 2013, Coll. Le navi, ISBN 978-88-328-2291-5, rist. 2020.
- Le Parlement des invisibles, Paris, Le Seuil, 2014, ISBN 2370210168.
- Le Bon Gouvernement, Paris, Le Seuil, 2015, ISBN 978-2-02-122422-1.
- Notre Histoire intellectuelle et politique, 1968-2018, Paris, Le Seuil, 2018, ISBN 978-2-02-135126-2.
- Le Siècle du populisme : Histoire, théorie, critique, Paris, Le Seuil, 2020, ISBN 978-2-02-140192-9.
- Les épreuves de la vie : Comprendre autrement les Français, Paris, Le Seuil, 2021, ISBN 9782021486438.
- Les Institutions invisibles, Paris, Le Seuil, 2024.